# Rinamba opacicollis
Rinamba opacicollis är en stekelart som beskrevs av Cameron 1912. Rinamba opacicollis ingår i släktet Rinamba och familjen bracksteklar. Inga underarter finns listade i Catalogue of Life.